# Kassímovka
Kassímovka (en rus: Касимовка) és un poble (possiólok) del krai de Perm, a Rússia, que forma part del raion de Gaini. El 2010 tenia 428 habitants.